# Onthophagus anthracinus
Onthophagus anthracinus är en skalbaggsart som beskrevs av Edgar von Harold 1873. Onthophagus anthracinus ingår i släktet Onthophagus och familjen bladhorningar. Inga underarter finns listade i Catalogue of Life.